# Nigrosine

Struktur von Indulin 6B, einem Bestandteil von Nigrosin.

Die Nigrosine sind eine Gruppe von blauschwarzen Farbstoffen mit einem Phenazin-Chromophor. Sie bestehen aus einem komplexen Gemisch meist hochmolekularer Verbindungen. Eine Komponente ist Indulin 6B, die auch in den Indulinen enthalten ist. Man unterscheidet zwischen fettlöslichen und ethanollöslichen Nigrosinen, die zu den Lösungsmittelfarbstoffen gehören, sowie dem wasserlöslichen Nigrosin, das man durch Sulfonierung erhält und zur Gruppe der Säurefarbstoffe zählt.
| Nigrosine    | Nigrosine            | Nigrosine                 | Nigrosine                |
| ------------ | -------------------- | ------------------------- | ------------------------ |
| Name         | öllösliches Nigrosin | alkohollösliches Nigrosin | wasserlösliches Nigrosin |
| Farbname     | C.I. Solvent Black 7 | C.I. Solvent Black 5      | C.I. Acid Black 2        |
| Colour-Index | C.I. 50415:1         | C.I. 50415                | C.I. 50420               |
| CAS          | 8005-02-5            | 11099-03-9                | 8005-03-6                |

## Herstellung
Nigrosine werden durch Erhitzen von Nitrobenzol, Anilin und Anilinhydrochlorid mit metallischem Eisen und Eisen(III)-chlorid gewonnen. Die genaue Zusammensetzung bzw. die Strukturen der Farbstoffe sind unbekannt.

## Verwendung
Nigrosine werden zum Färben und beim Bedrucken von Wolle, beim Schwarzfärben von Seiden, Leder, Schuhcremes, Firnissen, Kunststoffen, Einbrennlacken, Schreibtinten, Stempelfarben sowie als Mikroskopierfarbstoffe verwendet.